# 崩坏学园2
《崩坏学园2》是由中国上海游戏开发商米哈游公司所开发营运的一款横版射击游戏，前身为同开发商所开发的类似游戏《崩坏学园》（通称为「崩坏学园1」）。本作为《崩坏》系列的第2部作品。

## 登場角色
琪亚娜·卡斯兰娜（Kiana Kaslana，配音：山新 → 陶典（汉语）；釘宮理惠（日语））
卡斯兰娜家族的第 69 代传承者。自公元 3 世纪的 “崩坏” 以来，卡斯兰娜家族作为 “被选中之人”，一直隐藏在世界的幕后，不断探寻 “崩坏” 的根源，最终以追求世界奥义为目标。父亲是家族中的精英，曾与另一位 “被选中之人” 女性结为政治联姻，生下了女儿（琪亚娜）。然而，由于政治联姻的原因，在琪亚娜十岁时他们分道扬镳。琪亚娜在十二岁时，与父亲一同前往远东地区，随后调查了被视为崩坏前兆的 “地下铁路恐怖事件”。两年后，父亲将所有家族秘传传授给琪亚娜后，只留下一句话：“我要去寻找崩坏的本源了”，然后从众人视线中消失了。
雷电芽衣（Raiden Mei，配音：赵熠彤（汉语）；斋藤千和 → 澤城美雪（日语））
是一家大型企业的前总裁的千金。在崩坏来临之前，公司受到金融危机的影响，她的父亲因非法交易调查而被判刑，几乎所有财产都被冻结。自那以后，原本性格开朗的芽衣开始变得有点古怪。
布洛妮娅·扎伊切克（Bronya Zaychik，配音：TetraCalyx→Hanser（汉语）；阿澄佳奈（日语））
是俄罗斯一家重工业企业会长的养女，被培养成为下一代人类兵器项目的实验对象。为提高系统兼容性，她的个性特征被删除后进行了机械化改造。
无量塔姬子（Murata Himeko，配音：林簌（汉语）；田中理惠（日语））
是圣芙蕾雅学园的对崩坏作战部队，也就是瓦尔基里队第五小队的前线最高指挥官。她备受部下尊敬，被称为 “少佐”。在失去父亲的次年，她响应了对崩坏作战部队培训计划中的 “瓦尔基里计划” 召集，凭借卓越的天赋和出色的头脑，穿越了众多战场，成为了被战场称为 “伊什塔尔” 的存在。她冷静而沉着，具备精准的判断力和绝对的指挥统御力，因此，她所在的战场总是两个字：“胜利”。
德丽莎·阿波卡利斯（Theresa Apocalypse，配音：花玲（汉语）；田村由香里（日语））
是天命组织极东支部的指挥官，负责领导极东支部的女武神部队，应对 “崩坏” 带来的危机。尽管外表看起来年幼，但她拥有极高的判断力和指挥能力。在与八重樱的相遇中，她获得了奇特的能力。
希儿·芙乐艾（Seele Vollerei，配音：牛奶君（汉语）；中原麻衣（日语））
在年幼的时候曾经在卡卡莉亚的孤儿院生活，与布洛妮娅如同姐妹一般。然而，在负面熵的实验中，她的人格被摧毁，经过漫长的岁月，最终由布洛妮娅的手重新复活。
杏·玛尔（Sin Mal，配音：小n（汉语）；上坂堇（日语））
是来自俄罗斯的前贵族。在接连不断的奇怪灾难中失去了家人。了解这一情况的卡卡莉亚将她安置在自己的孤儿院里。如今，她是负面熵方面的布洛妮娅的精英部队成员。在战场上以残酷而闻名，让敌人闻风丧胆。
蓬莱寺九霄（配音：茅野爱衣 → 优木加奈）
八重櫻（配音：佐倉綾音）
耀夜姬（配音：早見沙織）
柯羅伊（配音：高橋李依）
伊瑟琳·利维休斯（配音：井澤詩織）
符华（配音：高山南）
无色辉火（配音：石川由依）
西琳（配音：丹下樱）
丽塔·洛丝薇瑟（配音：悠木碧）
宁蒂·阿波卡利斯（配音：长绳麻理亚）
迦娜（配音：能登麻美子）
芙兰（配音：内田真礼）
菲米莉丝（配音：種﨑敦美）
诗音（配音：日高里菜）
卡琳·梅莉德
阿库莉亚·赫萝普特

## 開發與發行
遊戲是米哈遊早期作品，當時缺乏營運能力的米哈遊除了App Store自營外，其他平台營運交由2144遊戲網負責。直到協議到期結束後，米哈遊回收2144遊戲網所有營運權，改為逐個平台合作營運。2014年4月4日上海方寸信息科技有限公司从miHoYo获得海外北美、东南亚及欧洲海外独代权代理发行，并命名为「Guns Girl - School DayZ」。2015年3月11日miHoYo直接营运日本地区版本。
《崩壞學園2》在 2014 年和 2015 年的收入分別為 9488.39 萬元和 1.71 億元人民幣，占米哈遊同期總營收的比例分別為 99.53% 和 99.27%。

## 外部連結
- 官方网站